# Methode gleicher Höhen
Die Methode gleicher Höhen ist eines der genauesten astronomischen Verfahren zur Bestimmung der geografische Breite und der geografische Länge eines Standpunkts bzw. von dessen Lotrichtung.
Mit einem speziellen Messinstrument werden mindestens drei Sterne – je nach Genauigkeitsanspruch auch 10 bis 20 Sterne – im exakt gleichen Höhenwinkel beobachtet, indem jeweils der Sterndurchgang durch das Fadennetz des Messfernrohrs gestoppt wird. Als Ergebnis erhält man auf der Himmelskugel für jeden Stern einen Entfernungskreis, der sich mit allen anderen im Zenit des Standortes schneidet.
Die klassische Auswertung geht auf das „Dreihöhenproblem“ von Carl Friedrich Gauß zurück – das nur die Konstanz der Höhe, nicht aber ihren Wert selbst als bekannt voraussetzt. Die Lösung umfasst etwa 20 Zeilen an trigonometrischen und sphärischen Berechnungen; bei hoher angestrebter Genauigkeit (bis zu 0,1′) müssen auch Temperaturen und sonstige kleine Fehlerquellen analysiert werden.
Eine einfachere Auswertung kann mittels astronomischer Standlinien erfolgen. Dabei wird für jeden Stern die Durchgangszeit für den angenommenen Standort berechnet und mit der gemessenen Zeit verglichen. Daraus ergeben sich die zwei Ortskorrekturen für die geografischen Koordinaten.
Für die Erdmessung ist die Methode bei Verwendung eines tragbaren Prismenastrolabs ideal, wenn die Lotrichtung bzw. die Lotabweichung auf zahlreichen Punkten bestimmt werden soll. Mit dem auf ein automatisches Nivellier aufgesetzten Prisma werden etwa 10 Sterne in 60° Höhenwinkel beobachtet, was nach nur 30 Minuten Genauigkeiten von 0,3 bis 0,5′ ergibt. Damit ist sie eine der wichtigsten Messmethoden für die astro-geodätische Geoidbestimmung.